# 由比パーキングエリア
由比パーキングエリア（ゆいパーキングエリア）は、静岡県静岡市清水区の東名高速道路上にあるパーキングエリアである。
PA付近は駿河湾沿いのため、台風の接近など、高潮による高波になる際、津波警報および大津波警報発表の際には、通行止めになることがある。その際、駿河湾に近い下り線が通行止めになることが多い。

## 道路
- E1 東名高速道路

## 施設
東名高速道路では赤塚パーキングエリア下り線、豊橋パーキングエリアとともに数少ない、トイレ、自動販売機のみのパーキングエリアである。

### 上り線（東京方面）

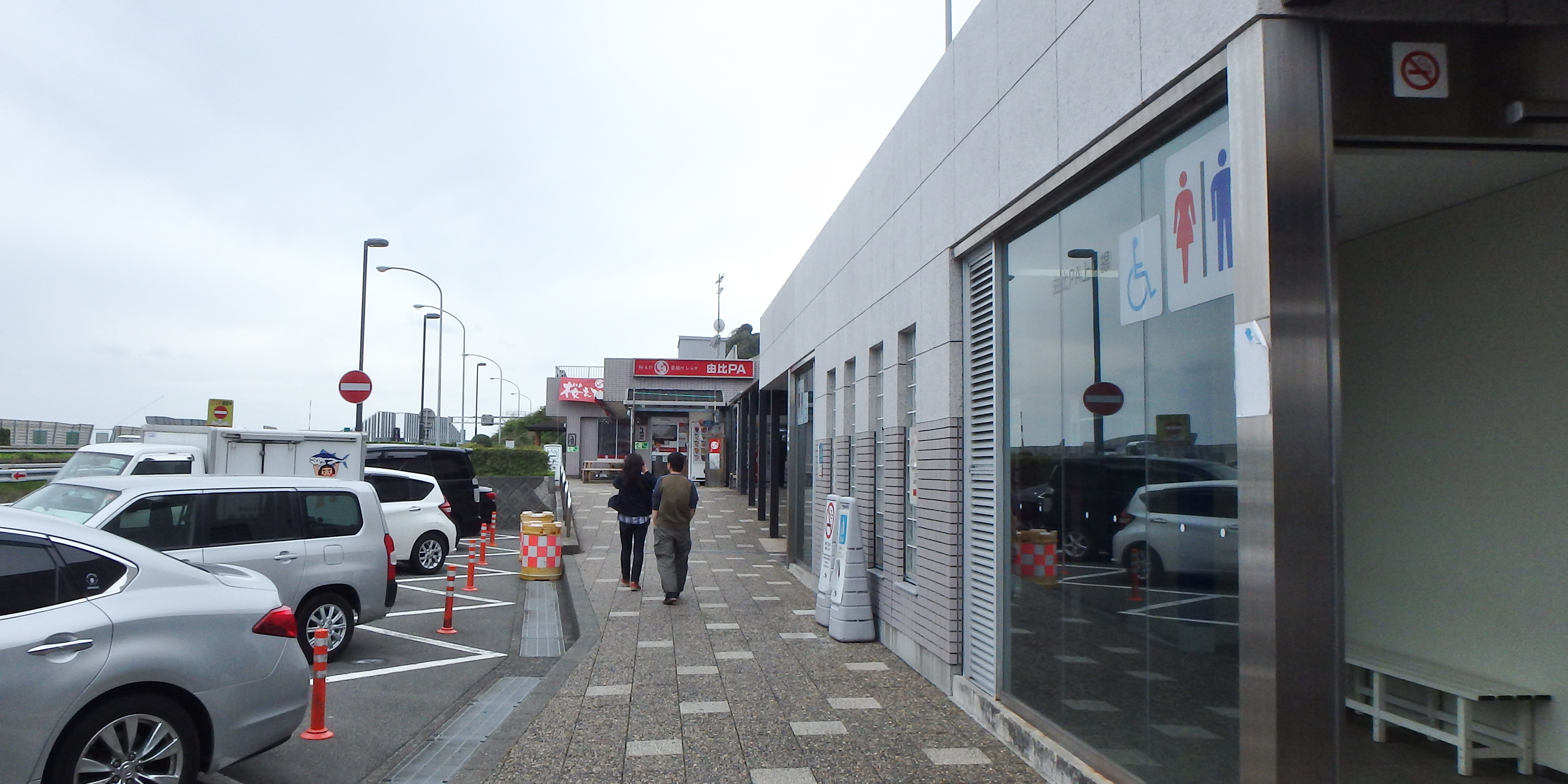
上り線施設、左斜めに後退して駐車する

以前はスナック・ショッピングコーナーが存在したが、2020年（令和2年）5月6日をもって閉店。以降は下り線と同様に、トイレ・自動販売機のみのパーキングエリアに規模が縮小された。
- 駐車場
  - 大型 10台
  - 小型 34台
- トイレ
  - 男性 大4（和式1・洋式3）・小4
  - 女性 7（和式1・洋式6）
  - 車椅子用 1
- ハイウェイ情報ターミナル
- 自動販売機

### 下り線（名古屋方面）

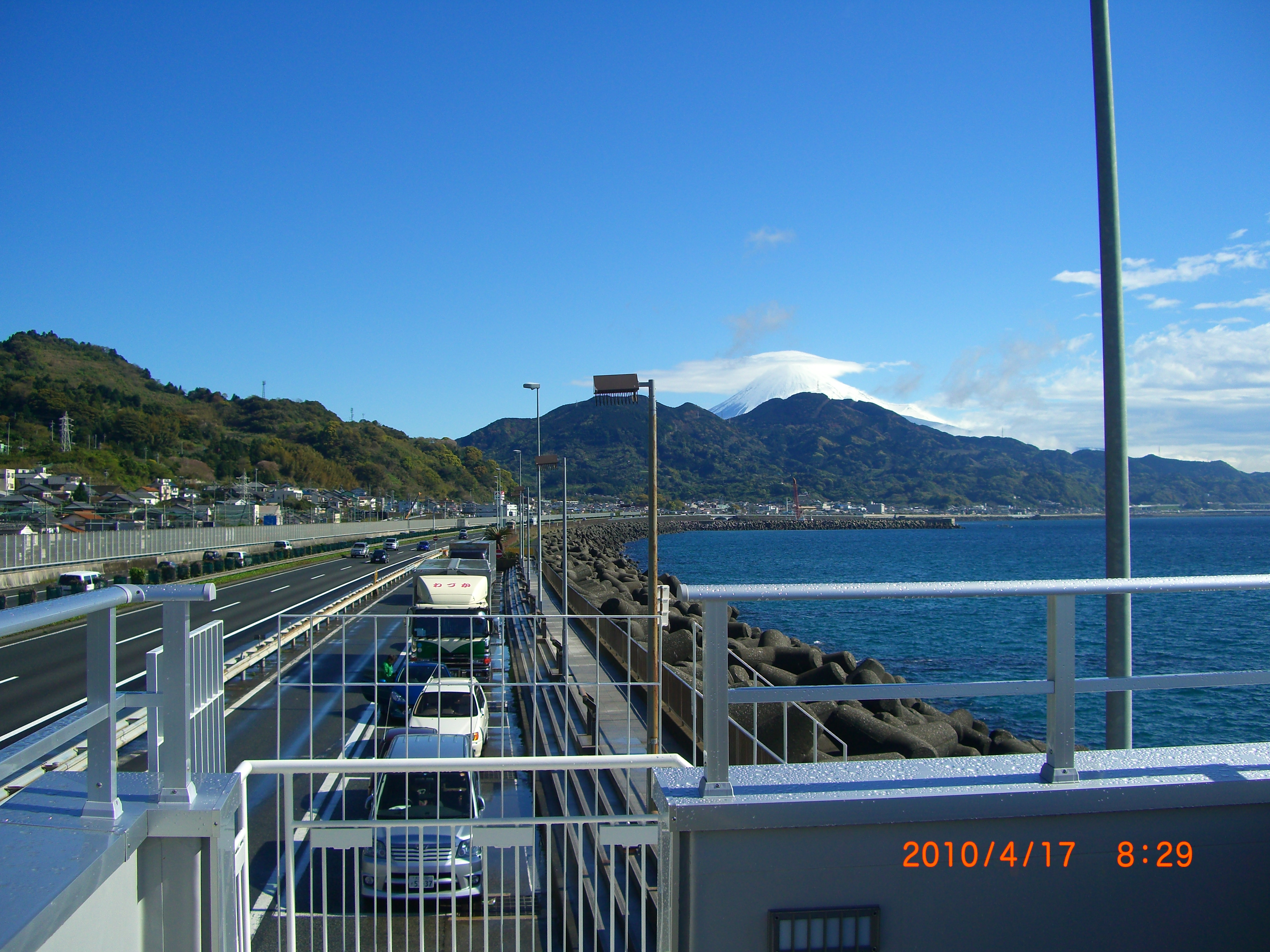
下り線施設屋上展望台からの眺め

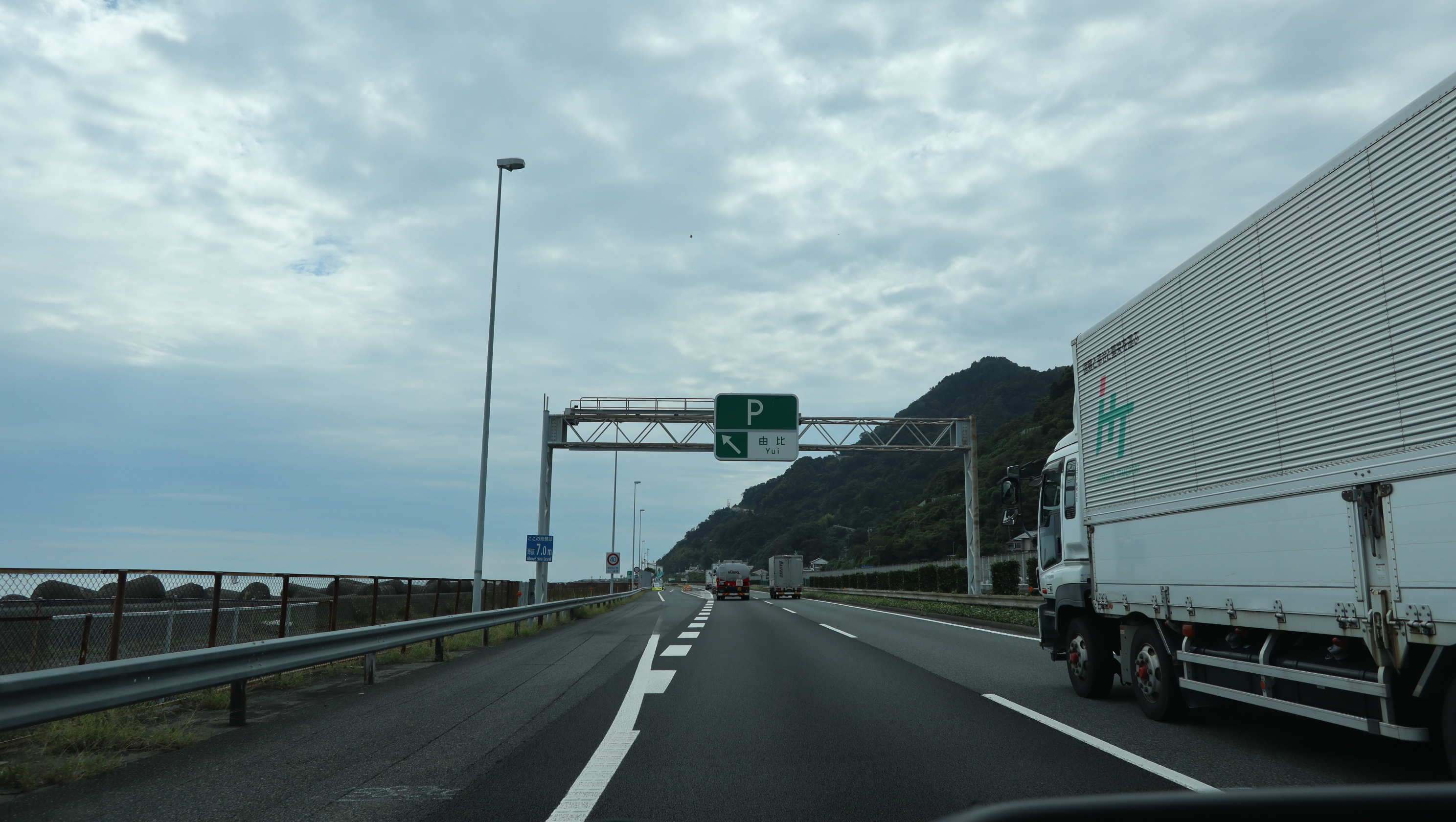
下り線入口

海岸線に近いために売店の設置が困難であり、開設当初よりトイレのみとなっていた。道路公団民営化後、自動販売機が設置された。また、駿河湾に面していることから、1月1日の初日の出目当ての路肩駐車による追突事故を防止するため、同日は早朝から朝7時半頃まで閉鎖される。
- 駐車場
  - 小型 17台（東京寄り1、名古屋寄り16）
  - 兼用 21台（すべて東京寄り、障害者用1台と合わせた兼用を含む）
  - 障害者用 2台（東京寄り1、名古屋寄り1）

東京寄りの駐車スペースは、パーキングメーターの様に、道路に沿って左側に縦列駐車する形式である。
名古屋寄りの小型専用スペースがPA施設の建物で見えにくくなっているため、兼用スペースに小型車が多く駐車する傾向がある。
- トイレ
  - 男性 大4（和式1・洋式3）・小3
  - 女性 4（和式1・洋式3）
  - 車椅子用 1
- ハイウェイ情報ターミナル
- 自動販売機

### バスストップ（廃止）
由比PA内にかつて東名ハイウェイバスの由比バスストップがあった。1973年（昭和48年）4月1日に設置され、1992年に廃止となっている。
- 興津バスストップ - 由比バスストップ - 蒲原バスストップ

## 隣
E1 東名高速道路
(9) 富士IC - (9-1) 富士川SA/SIC - 由比PA - (9-2) 清水JCT - (10) 清水IC